# Маарат ан-Нуман
Маарат ан-Нуман (на арабски: معرة النعمان) е пазарен град в Северозападна Сирия.
Разположен е на магистралата между Халеб и Хама, близо до „мъртвите градове“ Бара и Серджила. Според официални данни има 58 008 жители към 22 септември 2004 г.
Гърците го наричат „Ара“, а кръстоносците - „Маре“. Днешното му е име е смес от традиционното име на града и името на първия мюсюлмански управител Ан Нуман ибн Башир, приятел на Мохамед.
През 1098 г. кръстоносците от Първия кръстоносен поход превземат Маарат. След това те изколват всички 20 000 жители на града, мюсюлмани и християни, и ги изяждат. Постъпката им потриса Европа и Арабския свят.
Днес в града има музей, в който се съхраняват мозайки от мъртвите градове, Голямата джамия, медресе, построено от Абу ал Фарауис през 1199 г. и останките от средновековна крепост. Маарат ан-Нуман е родното място на поета Ал Маари (973-1057 г.)